# Scaptodrosophila excepta
Scaptodrosophila excepta är en tvåvingeart som först beskrevs av Malloch 1934.  Scaptodrosophila excepta ingår i släktet Scaptodrosophila och familjen daggflugor.
Artens utbredningsområde är Samoa. Inga underarter finns listade i Catalogue of Life.